# Campeonato Alagoano de Futebol Feminino de 2021
O Campeonato Alagoano de Futebol Feminino de 2021 foi a 12ª edição deste campeonato de futebol feminino organizado pela Federação Alagoana de Futebol (FAF), o torneio teve início em 28 de agosto e terminou em 9 de outubro.
O título desta edição ficou com o CRB, que conquistou o título inédito após golear por 4 a 1 o Acauã na final da competição. Com o título o CRB garantiu uma vaga na Série A3 do Campeonato Brasileiro Feminino de 2022.

## Regulamento
O Campeonato Alagoano de Futebol Feminino de 2021 será realizado em três fases distintas:
- Na primeira fase, as sete equipes serão divididas em um grupo único que se enfrentarão em turno único entre si, sendo que as quatro melhores avançaram para às semifinais.
- Na segunda fase, os duelos se tornarão eliminatórios até a decisão, sendo disputados em apenas partidas de ida. Nas semifinais, o time com melhor desempenho na primeira fase terá vantagem do empate.

### Critérios de desempate
O desempate entre duas ou mais equipes na primeira fase seguiu a ordem definida abaixo:
1. Número de vitórias
2. Saldo de gols
3. Gols marcados
4. Menor número de cartões vermelhos recebidos
5. Menor número de cartões amarelos recebidos
6. Sorteio

## Participantes
| Equipe             | Cidade |
| ------------------ | ------ |
| Acauã              | Maceió |
| Atlético Alagoano  | Maceió |
| CRB                | Maceió |
| Dínamo             | Maceió |
| Desportivo Aliança | Pilar  |
| Guerreiras         | Maceió |
| UDA                | Maceió |

## Primeira fase

### Desempenho por rodada
Clubes que lideraram o campeonato ao final de cada rodada:
| Rodadas | Rodadas | Rodadas | Rodadas | Rodadas | Rodadas | Rodadas |
| ------- | ------- | ------- | ------- | ------- | ------- | ------- |
| 1       | 2       | 3       | 4       | 5       | 6       | 7       |
| CRB     |         |         |         |         |         |         |

Clubes que ficaram na última posição do campeonato ao final de cada rodada:
| Rodadas | Rodadas | Rodadas | Rodadas | Rodadas | Rodadas | Rodadas |
| ------- | ------- | ------- | ------- | ------- | ------- | ------- |
| 1       | 2       | 3       | 4       | 5       | 6       | 7       |
| DAL     | DAL     | DAL     | DIN     | DIN     | DIN     | DIN     |

## Fase final
Em negrito, os clubes classificados 
|  | Semifinais        | Semifinais        | Semifinais |       |     | Final | Final | Final |  |
|  |                   |                   |            |       |     |       |       |       |  |
|  | CRB               | CRB               | 7          |       |     |       |       |       |  |
|  | CRB               | CRB               | 7          |       |     |       |       |       |  |
|  | Atlético Alagoano | Atlético Alagoano | 0          |       |     |       |       |       |  |
|  | Atlético Alagoano | Atlético Alagoano | 0          |       | CRB | CRB   | 4     |       |  |
|  |                   |                   |            |       | CRB | CRB   | 4     |       |  |
|  |                   |                   | Acauã      | Acauã | 1   |       |       |       |  |
|  | Acauã             | Acauã             | Acauã      | Acauã | 1   | 0     |       |       |  |
|  | Acauã             | Acauã             |            |       |     |       |       |       |  |
|  | UDA               | UDA               | 0          |       |     |       |       |       |  |

## Premiação
| Campeão do Campeonato Alagoano de Futebol Feminino de 2021 |
| ---------------------------------------------------------- |
| CRB Campeão (1° título)                                    |